# Degernbach (Bogenbach)
Der Degernbach ist ein linker Zufluss des Bogenbachs im Landkreis Straubing-Bogen, Niederbayern.
Er beginnt am Zusammenfluss von Weinbergbach und Waidbach im Ort Degernbach. Die ersten sechshundert Meter erfolgt der Verlauf nach Westen, dann schwenkt er an der Mündung des Heubach nach Südwesten und unterquert die Bundesautobahn 3. Nach weiteren etwa sechshundert Metern erfolgt ein erneuter Richtungswechsel nach Westen bis zur Mündung in den Bogenbach. Der Verlauf des Degernbach berührt nur Gebiet der Stadt Bogen in den Gemarkungen Degernbach und Bogenberg.

## Frühere Namen
Im Messtischblatt von 1949 und den folgenden wird der Bach im ersten Abschnitt, ab Zusammenfluss von Waidbach und Weinbergbach bis zur Mündung des Heubach, als Bäckerwiesgraben bezeichnet. Der folgende Abschnitt wird dort Sandhofbachl bezeichnet. Erstmals mit der Karte von 1967 taucht als Bezeichnung Degernb. auf.